# Hacky attack

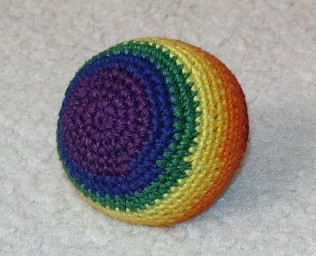
Hacky sack o footbag

Hacky attack es un deporte jugado entre dos equipos de dos jugadores. Existen dos posiciones para los jugadores, el lanzador y el recogedor. Los lanzadores usan hacky sacks (o footbags) para tratar de golpear al lanzador del equipo contrario, mientras evitan que el oponente los golpee a ellos. Los recogedores se posicionan detrás del lanzador de su equipo para recoger los hacky sack y pasárselos al lanzador. Cuando un lanzador es golpeado por un hacky, éste cambia de posición con su recogedor y el equipo contrario anota un punto. El primero en llegar a quince puntos gana.

## La cancha

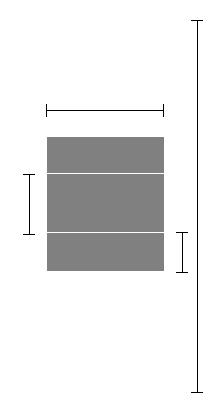
La cancha

Hacky Attack se juega en un superficie rectangular plana usualmente de arena o grava. La cancha es un rectángulo de 10 × 15 metros. Consiste en un área neutral en el centro que mide 6 metros de largo por 15 de ancho. Los lanzadores no pueden entrar a esta zona. A cada lado del área central están las zonas donde deben permanecer los lanzadores, que miden 3 metros de largo por 15 de ancho. Toda el área restante a los lados es donde están los recogedores, cuya tarea es recoger los hackys y pasarlos a los lanzadores.

## Modo de juego
Los lanzadores de cada equipo se posicionan en sus áreas respectivas (como se explica anteriormente) y los recogedores detrás del lanzador de su equipo. Se usan de 3 a 5 hacky sacks y ningún equipo puede tenerlos todos a la vez. Si llegara a hacerlo debe ceder uno al equipo contrario. 
Si un lanzador se sale de su área se castiga como una falta y debe ceder un hacky al equipo contrario. El juego empieza y los lanzadores se lanzan los hackies para tratar de golpear al lanzador oponente y así anotar un punto; al mismo tiempo tienen que tratar de evadir los lanzamientos enemigos. Los recogedores tienen que recoger los hackys cuando se van largo y pasarlos al lanzador de su equipo.
Cuando un lanzador golpea al lanzador enemigo con el hacky, anota un punto. El lanzador golpeado cambia de posición su recogedor. El juego se acaba cuando uno de los equipos haya anotado 15 puntos.